# Georg Friedrich Christoph von Bardeleben
Georg Friedrich Christoph von Bardeleben (* 21. Februar 1734 auf Ribbeck; † 5. Mai 1801 in Insterburg) war ein preußischer Generalleutnant und Chef des Dragonerregiments Nr. 8.

## Leben

### Herkunft
Seine Eltern waren der preußische Major a. D., zuletzt im Infanterieregiment „von Glasenapp“, Melchior Mathias von Bardeleben (* 18. April 1692; † 14. November 1766) und dessen Ehefrau Luise Christiane, geborene von Wallwitz (* 1705; † 19. März 1780) aus dem Haus Dammendorf.

### Militärkarriere
Bardeleben kam am 1. Dezember 1752 als Standartenjunker in das Kürassierregiment „Markgraf Friedrich“ und wurde dort am 22. Juni 1756 Kornett. Während des Siebenjährigen Krieges nahm er an den Schlachten von Prag, Breslau, Leuthen, Zorndorf (verwundet), Kunersdorf (verwundet), Liegnitz, Torgau und Freiberg teil. Ferner kämpfte er bei Meißen und nahm an den Belagerungen von Prag, Breslau, Schweidnitz sowie Dresden teil. Am 28. Januar 1758 wurde er zum Leutnant, am 30. Dezember 1761 zum Stabsrittmeister und am 18. Januar 1763 zum Rittmeister und Kompaniechef ernannt.
Nach dem Krieg wurde Bardeleben am 14. Juni 1772 Major und nahm als solcher 1778/79 am Bayerischen Erbfolgekrieg in der Armee des Prinzen Heinrich teil. Am 22. September 1782 wurde er Kommandeur des Kürassierregiments „Prinz von Württemberg“. Am 23. Mai 1783 wurde er Oberstleutnant und am 22. Mai 1785 Oberst. Als der Regimentschef Ludwig von Württemberg am 27. Juli 1789 beurlaubt wurde, wurde Bardeleben als Führer des Regiments eingesetzt. Im Februar 1790 konnte er seinen Posten wieder abgeben. Am 20. Mai 1790 wurde er Brigadier in der Armee in Schlesien und am 11. August 1790 erhielt er auch die Beförderung zum Generalmajor, dazu wurde er am 25. September 1790 Chef des Dragonerregiments „von Brause“. Damit nahm er 1794/95 am Feldzug in Polen teil. Am 1. Januar 1796 wurde er mit Patent vom 5. Januar 1796 zum Generalleutnant befördert.
Er starb am 5. Mai 1801 in Insterburg und wurde am 8. März 1801 in Gewölbe der reformierten Kirche beigesetzt.

### Familie
Bardeleben heiratete 1767 in Brüggen Wilhelmine Albertine von Ketteler (* 5. Juni 1750; † 5. April 1808) aus dem Haus Brügge. Das Paar hatte mehrere Kinder:
- Rudolf Friedrich Ludwig (* 22. Juni 1768; † 3. Juli 1768)
- Ulrike Luise Johanna (* 2. Oktober 1769) ⚭ 1791 Graf Friedrich Bernd von Küssow (* 18. August 1746; † 7. Februar 1802),[1] Rittmeister in Kürassierregiment Nr. 5
- Luise Karoline Charlotte (* 9. September 1770; † 16. Juni 1795)
- Friedrich Melchior Georg Philipp (* 1. Mai 1772; † 5. April 1850), Major a. D. in Kürassierregiment Nr. 5
- Luise Auguste Sophia (* 7. September 1773)[2]

⚭ 21. Juli 1796 Heinrich Stanislaus Theodor von Bardeleben († 18. März 1811), Major in Dragonerregiment Nr. 8
⚭ N.N. von Milewski, Hauptmann
- Luise Karoline Charlotte (* 6. Januar 1775; † 30. Januar 1758)
- Ernestine Eleonore Wilhelmine (* 30. Mai 1776; † 1851) ⚭ 1801 Graf Anton von Dembinsky (1770–1841)
- Friedrich Wilhelm (* 29. Dezember 1777; † 15. Dezember 1778)
- Hedwig Sophie Albertine (* 21. Oktober 1779; † 10. April 1789)
- Otto Maximilian Georg (* 26. Juni 1781; † 15. Januar 1855), Major a. D., zuletzt im 1. Ostpreußisches Infanterie-Regiment ⚭ 1817 Frederike von Trott (* 26. Februar 1799; † 3. Februar 1880)[3]
- Christiane Henriette (* 10. Oktober 1782; † 30. Dezember 1784)
- Ludwig Adam (* 4. April 1785; † 15. April 1839), Kapitän a. D., Postmeister in Spandau
- Karoline Wilhelmine Johanna (* 7. Juni  1786; † 14. Oktober 1786)